# Rijksbeschermd gezicht Middelburg - Noordweg
Gezicht Middelburg - Noordweg is een van rijkswege beschermd stadsgezicht in Middelburg in de Nederlandse provincie Zeeland. De procedure voor aanwijzing werd gestart op 2 oktober 2002. Het gebied werd op 26 juni 2008 definitief aangewezen. Het beschermd gezicht beslaat een oppervlakte van 109,2 hectare.
Panden die binnen een beschermd gezicht vallen krijgen niet automatisch de status van beschermd monument. Wel zal de gemeente het bestemmingsplan aanpassen om nieuwe ontwikkelingen in het gebied te reguleren. De gezichtsbescherming richt zich op de stedenbouwkundige en cultuurhistorische waardering van een gebied en wil het toekomstig functioneren daarvan veiligstellen.